# Trichopelma zebra
Trichopelma zebra is een spinnensoort uit de familie vogelspinnen (Theraphosidae). De soort komt voor in Panama.